# 이화여자외국어고등학교
이화여자외국어고등학교(梨花女子外國語高等學校)는 대한민국 서울특별시 중구 순화동에 있는 사립 외국어고등학교이다.

## 학교 연혁
- 1886년 5월 31일 : 미국 북감리교 선교사 스크랜튼 여사가 기독교 정신을 토대로 한국 초유의 여성교육기관을 창설
- 1887년 : 고종 황제가 '이화학당' 이란 이름을 하사
- 1929년 : 대학부가 이화여대로 분리되고 1935년에 신촌 교사로 이전
- 1953년 : 예능교육의 전문화를 위해 서울예술고등학교 설립
- 1966년 : 예능교육기관 예원학교 설립
- 1988년 : 예원학교 및 서울예술고등학교가 학교법인 이화학원에서 분리되어 학교법인 이화예술학원으로 독립
- 1991년 9월 11일 : 이화학원이 이화여자외국어고등학교 설립인가를 받음(영어과 2학급, 독일어과 · 프랑스어과 · 중국어과 · 일본어과 각 1학급)
- 1992년 3월 2일 : 특수목적고등학교 인가
- 1992년 3월 2일 : 초대 교장으로 심치선 교장 취임
- 1992년 3월 2일 : 첫 신입생 308명 입학
- 2021년 3월 2일 : 제6대 심충구 교장 취임
- 2022년 2월 10일 : 제28회 졸업생 130명 졸업 (졸업생 총계 6,155명)
- 2022년 3월 2일 : 제31회 신입생 116명 입학

## 설치 학과
- 영어과
- 독일어과
- 프랑스어과
- 중국어과

## 참고 자료
- 이화여자외국어고등학교 - 한국교육학술정보원 학교알리미